# Кызылкумский горный баран
Кызылкумский горный баран, или баран Северцова (лат. Ovis severtzovi) — парнокопытное млекопитающее из семейства полорогих, ранее считался подвидом архара (Ovis ammon) из рода баранов. Латинское название получил в честь зоолога и путешественника Николая Алексеевича Северцова. Эндемик Узбекистана, находится под угрозой исчезновения — в настоящее время численность подвида в дикой природе, вероятно, не превышает 200 особей. Дикая популяция поддерживается искусственно на территории Нуратинского государственного заповедника Узбекистана (центральная часть хребта Нуратау), где численность достигает 2000 особей. Однако дальнейшее размножение в рамках заповедника невозможно в связи с ограниченностью территории.
Ранее (в 1980-х годах) был занесён в Красную книгу Казахстана и встречался на территории гор Каратау, однако на данный момент, по всей видимости, на территории Казахстана полностью вымер, однако спорадически отмечаются единичные примигрировавшие из Узбекистана особи.
Охота на вид запрещена, однако с 2012 года в Узбекистане выдаются отдельные разрешения на трофейную охоту иностранным охотникам, что усугубляет ситуацию с браконьерством местного населения.